# Orthocaulis atlanticus
Orthocaulis atlanticus là một loài rêu trong họ Anastrophyllaceae. Loài này được H. Buch mô tả khoa học đầu tiên..